# Tama New Town

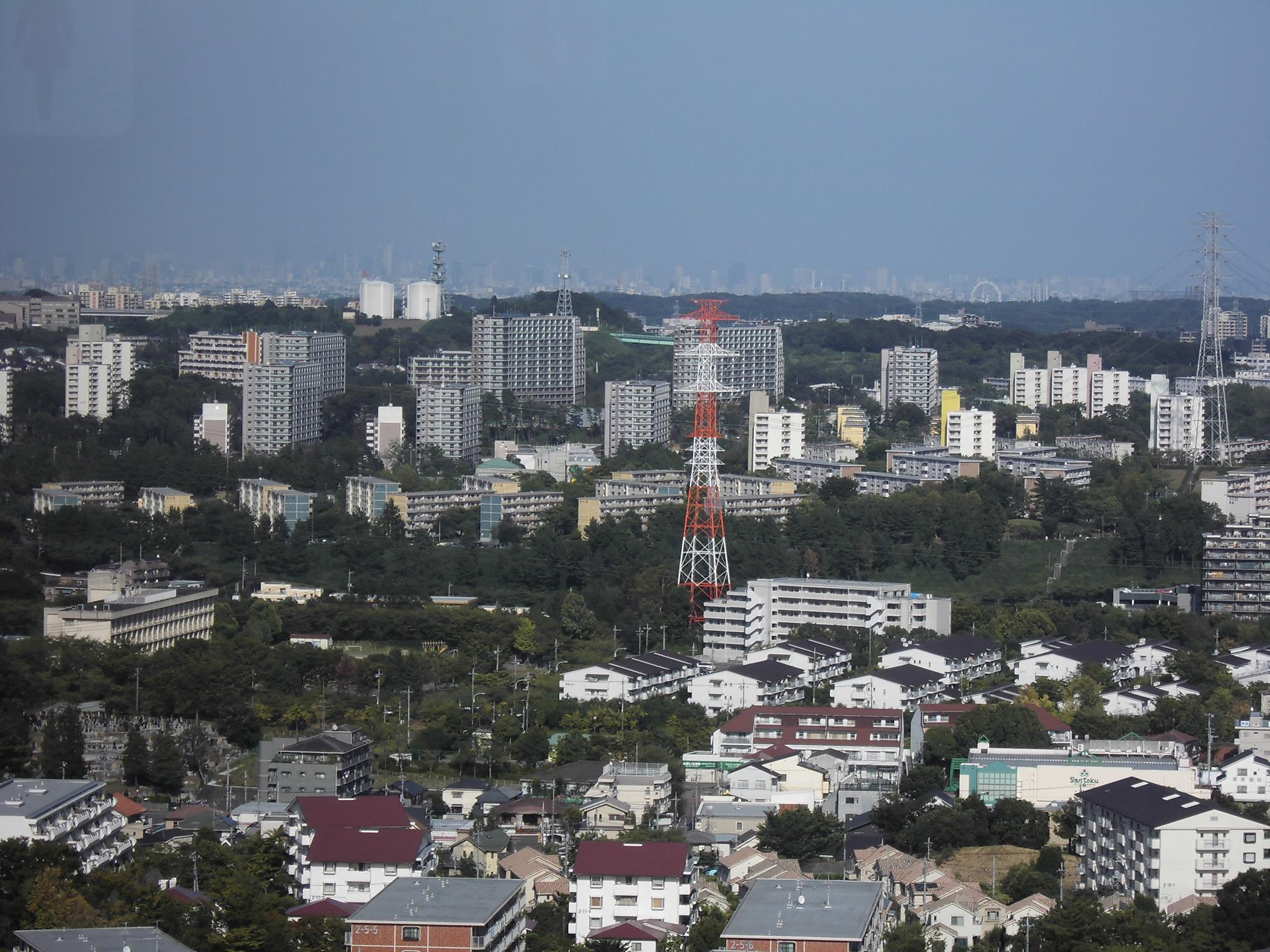
Übersicht über die Stadt

Tama New Town (jap. 多摩ニュータウン Tama Nyūtaun) ist eine Planstadt im Tama-Gebiet im Westen der japanischen Präfektur Tokio, um die 23 Bezirke im Osten, also die ehemalige Stadt Tokio, zu entlasten. Die New Town liegt auf dem Gebiet der heutigen kreisfreien Städte Hachiōji, Machida, Tama und Inagi im Tama-Hügelland.

## Vorgeschichte
Seit dem wirtschaftlichen Aufschwung Japans in den 1970er Jahren und der wuchernden Suburbanisierung begann man mit der Neugründung von Städten „auf der grünen Wiese“. Beispiele sind die Erweiterung von Ikoma, um Ōsaka zu entlasten. Tama New Town hat sich Stand 2022 zu Japans größter solcher „Neustadt“ entwickelt.

## Übersicht
Auf einer Höhe von 40 bis 170 Metern gibt es zwei Erosionstäler zu den beiden Flüssen Ōguri (大栗川) und Kotta (乞田川), die beide in den Tama (多摩川) münden. Vor der Erschließung waren etwa zwei Drittel des Gebiets Wald und ein Drittel Ackerland. Es gibt viele archäologische Funde, hauptsächlich aus der Jōmon-Zeit. 1963 begannen die Vermessungen für die neue Stadt, Ende 1965 wurde die Stadtplanung abgeschlossen, um 1968 begann die Bebauung, 1971 zogen die ersten Bewohner ein.
Die Stadt hat eine Gesamtfläche von 2,884 Hektar, erstrecke sich etwa 15 Kilometer von Ost nach West sowie etwa 5 Kilometer von Nord nach Süd und wurde für eine Bevölkerung von 340.000 geplant. Der Bahnhof Tama-Center wird von der Keiō Sagamihara-Linie, die Tama New Town mit Chōfu verbindet, und der Odakyū Tama-Linie angefahren. Beide Bahnstrecken wurden zwischen 1974 und 1975 eröffnet. Der Bau der Stadt nach Westen wurde weiter vorangetrieben und 1990 abgeschlossen. Im Jahr 2000 wurde die Einschienenbahn Tama eröffnet, die die Stadt mit der Station Kamikitadai (上北台駅) in Higashiyamato verbindet. 2006 war die Stadtentwicklung abgeschlossen.
Betreiber der New Town sind die Toshi Saisei Kikō (都市再生機構, englisch Urban Renaissance Agency), die Verwaltung der Präfektur Tokio und die Tōkyō-to Jūtaku Kyōkyū Kōsha (東京都住宅供給公社, englisch Tokyo Metropolitan Housing Supply Corporation). Die Stadt ist in 23 Wohngebiete (住区, jūku) eingeteilt, die jeweils etwa 100 Hektar groß sind und sich durch großzügige Grünflächen sowie Fußgängerzonen auszeichnen.
In der Nähe der Stadt befinden sich der Tama-Zoo, die Gartenanlage Mogusa-en (百草園) und das Seiseki Kinenkan (聖蹟記念館, englisch Seiseki Memorial Hall), ein historisches Gebäude und eine Ausstellungseinrichtung, die 1930 zum Gedenken an den Besuch des Kaisers Meiji in der Gegend erbaut und in der späten Shōwa-Zeit renoviert und umbenannt wurde.

## Trivia
Im Anime Pom Poko versuchen Tanuki erfolglos, den Bau der Tama New Town zu verhindern.